# Liste der Monuments historiques in Maen Roch
Die Liste der Monuments historiques in Maen Roch führt die Monuments historiques in der französischen Gemeinde Maen Roch auf.

## Liste der Bauwerke inSaint-Brice-en-Coglès
| Bezeichnung               | Beschreibung                       | Standort | Kennzeichnung | Schutzstatus   | Datum     | Bild           |
| ------------------------- | ---------------------------------- | -------- | ------------- | -------------- | --------- | -------------- |
| Château de la Motte       | Schloss, erbaut im 17. Jahrhundert | (Lage)   | PA00090769    | Inscrit        | 1975      | weitere Bilder |
| Château du Rocher-Portail | Schloss, erbaut im 17. Jahrhundert | (Lage)   | PA00090768    | Classé Inscrit | 1961 2018 | weitere Bilder |

## Liste der Objekte

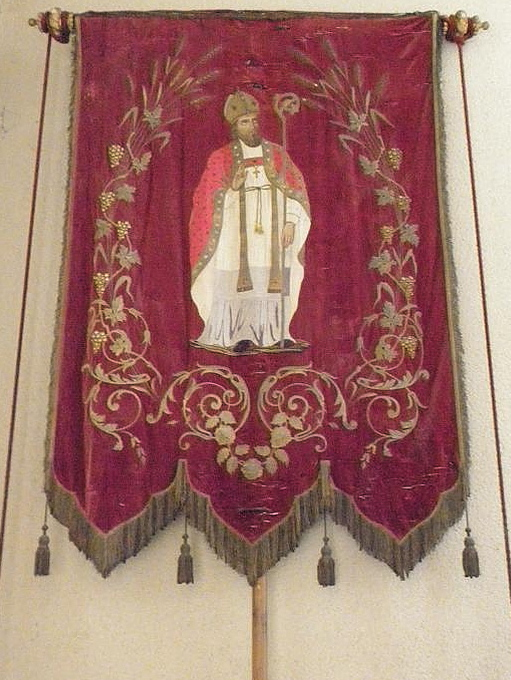
Prozessionsfahne (Ende des 19. Jahrhunderts) mit der Darstellung des heiligen Brictius in der Kirche St-Brice

- Monuments historiques (Objekte) in Maen Roch in der Base Palissy des französischen Kultusministeriums